# Louise Sorel
Louise Sorel (Los Angeles, California, 6 augustus 1940, oorspronkelijke naam: Louise Jacqueline Cohen) is een Amerikaans actrice die dankzij haar rollen in Days of Our Lives en Santa Barbara bekend werd.
Louise Sorel schitterde onder meer op Broadway voordat ze de rol van de flamboyante Augusta Lockridge in Santa Barbara aangeboden kreeg. Tussen 1984 en 1991 nam ze een aantal keer deze rol op zich. Ze werd ontslagen toen ze protesteerde tegen een verhaallijn over Augusta's fascinatie voor de verkrachter van haar zus.
In 1992 kreeg ze de rol van Vivian Alamain in Days of Our Lives. Haar beroemdste verhaallijn vond plaats toen Vivian Carly Manning levend onder de grond stopte. In 2000 werd Sorel ontslagen om plaats te maken voor de jongere garde. Negen jaar later kruipt Sorel opnieuw in de huid van Vivian, kort nadat bekend werd gemaakt dat Crystal Chappell haar rol van Carly Manning opnieuw oppakt. 
- International Standard Name Identifier: 0000 0000 5063 5566
- Library of Congress Control Number: no2008024301
- Virtual International Authority File: 14572101
- WorldCat: E39PBJq6Yf8BtgVdmVtK6XrKBP